# Alexander Lévy
Pour les articles homonymes, voir Lévy.
Alexander Lévy, est un golfeur français né le 1er août 1990 à Orange (Californie) aux États-Unis. Il est le premier français à avoir gagné la même année deux tournois du Tour européen PGA, en 2015. Il a à son palmarès cinq titres du Tour européen et est le plus jeune golfeur français à avoir remporté trois titres, le troisième ayant été obtenu à l'âge de 26 ans et 55 jours. Il a atteint en 2018 la 46e place du classement mondial.

## Biographie
Né aux États-Unis de parents français, Alexander a été initié au golf par son père, Philippe Lévy, lui-même passionné de golf. Pendant sa jeunesse en France, il a fréquenté l’école de golf de Frégate à Saint-Cyr-sur-mer, puis a été licencié au golf de Valescure avant de finir sa carrière amateur en représentant le golf club d’Ormesson. Il réside à Bandol, en France.

## Carrière amateur
Décoré de prestigieux titres tels que Champion de France en 2009, vainqueur de la Coupe Murat, Internationaux de France en 2010, Alexander a également largement contribué aux performances de l’équipe nationale française en remportant le Trophée Eisenhower de la Coupe du Monde en 2010 (où il termine second dans l’épreuve individuelle) ainsi que le Championnat d’Europe par équipes en 2011.

## Carrière professionnelle
Depuis qu’il est passé professionnel à l’été 2011, Alexander s’est imposé, en priorité, la mise en place d’une structure de qualité pour qu’il puisse se concentrer sur la préparation de son jeu afin d’affronter les nouveaux challenges qui se sont présentés à lui en 2012 sur le Challenge Tour.
Il y a brillé en terminant sur le podium du Fred Olsen Challenge de Espana ainsi qu’à l’Open du Kazakhstan à un seul coup de partir en play-off. Malgré un nombre limité d’invitations, il termine à une excellente trentième place sur le classement du Challenge Tour.
Il clôtura son année en s’attribuant sa carte d’accès pour le Tour Européen 2013.
La carrière d’Alexander prit un tournant important lorsqu’il termina à la troisième place au BMW International Open à Munich en jouant en dernière partie le weekend et s’inclinant finalement face à Ernie Els. Il a également brillé au Thailand Golf Championship en terminant troisième derrière Sergio García et Henrik Stenson.
Il remporte le Volvo China Open en avril 2014 et est nommé « Player of the Month » sur le Tour Européen. Il remporte en fin d'année le Portugal Masters, tournoi réduit à seulement deux tours en raison de pluie diluvienne.
Il attend deux ans avant de remporter son troisième tournoi, l'Open européen, tournoi lui aussi réduit, seuls trois tours ayant été joués à cause de brouillards persistants. Après avoir dominé les deux premiers tours (-17 en 36 trous sans aucun bogey), il l'emporte au second trou de play-off face à l'anglais Ross Fisher en réalisant un birdie quand son adversaire se contente du par. Avec l'Écossais Paul Lawrie, il est le seul joueur du Tour européen à avoir remporté des tournois joués en deux, trois et quatre tours.
En avril 2017, il remporte sa quatrième victoire, la deuxième à l'Open de Chine. Mené de sept coups au début de la dernière journée, il finit son parcours à égalité avec le sud-africain Dylan Frittelli. Le play-off tourne à l'avantage du français dès le premier trou.
En avril 2018, il remporte sa cinquième victoire sur le tour européen en s'adjugeant le 45e trophée Hassan II, à Rabat au Maroc. Un coup derrière le leader Álvaro Quirós à l'entame du dernier tour, il finira un coup devant lui avec notamment un superbe tee shot sur le 17 (par 3) pour birdie quasi donné.

## Palmarès

### Victoires amateurs
- 2009 : French Amateur Championship
- 2010 : French International Amateur Championship

### Victoires professionnelles
| No. | Date              | Tournoi          | Score                 | Avance   | Suivant           |
| --- | ----------------- | ---------------- | --------------------- | -------- | ----------------- |
| 1   | 27 avril 2014     | Open de Chine1   | −19 (68-62-70-69=269) | 4 coups  | Tommy Fleetwood   |
| 2   | 12 octobre 2014   | Portugal Masters | −18 (63-61=124)2      | 3 coups  | Nicolas Colsaerts |
| 3   | 25 septembre 2016 | Open européen    | −19 (62-63-69=194)3   | Play Off | Ross Fisher       |
| 4   | 30 avril 2017     | Open de Chine    | -17 (63-71-70-67=271) | Play Off | Dylan Frittelli   |
| 5   | 22 avril 2018     | Trophee Hassan 2 | -8 (72-69-69-70=280)  | 1 coup   | Álvaro Quirós     |

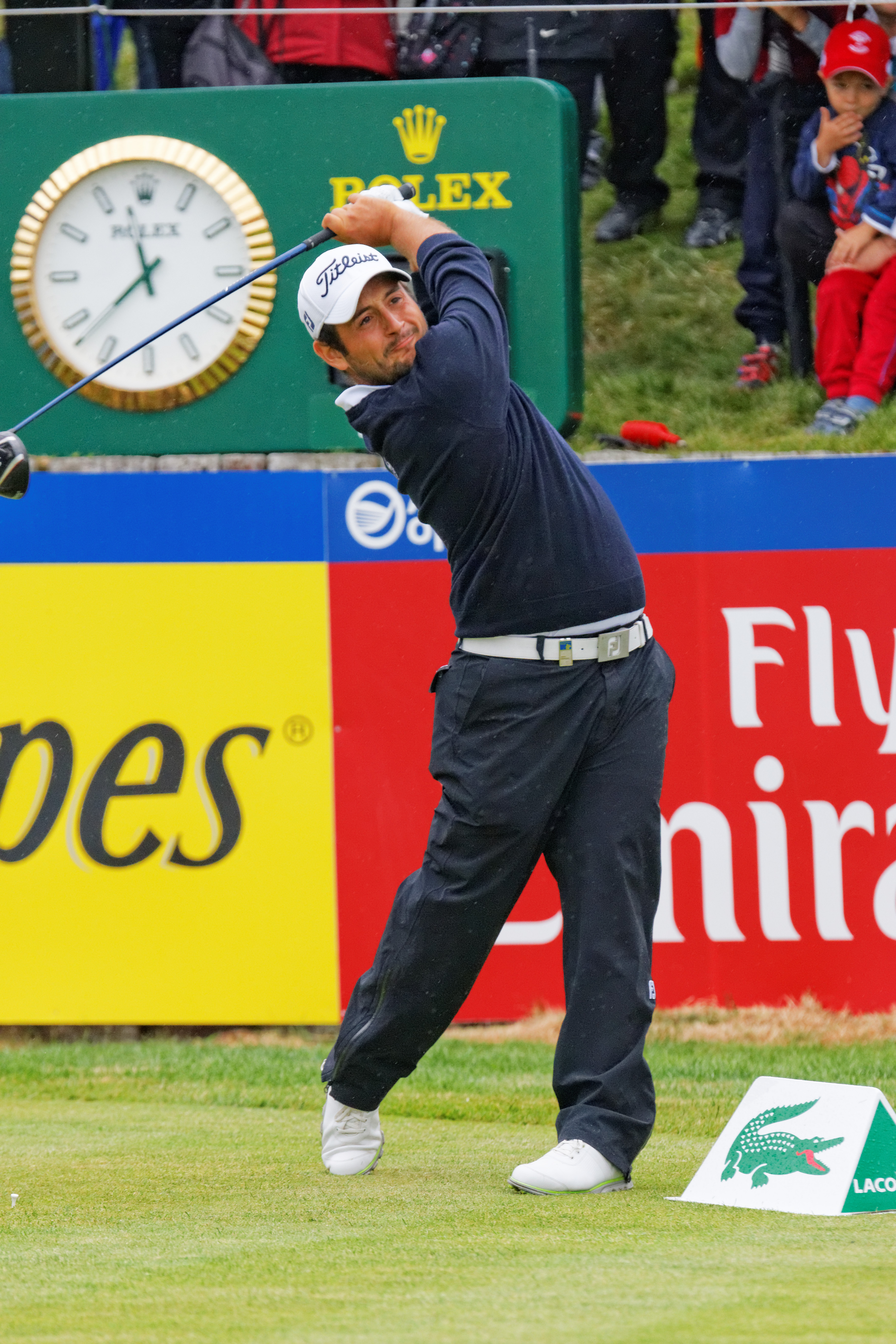
Alexander Lévy lors de l'Open de France 2014.

1 Tournoi commun avec le circuit asiatique OneAsia Tour (en).

2 Tournoi réduit à 36 trous en raison de pluies diluviennes.

3 Tournoi réduit à 54 trous en raison de brouillard.

## Résultats dans les tournois du Grand Chelem
| Tournois                | 2014 | 2015 | 2016 | 2017 | 2018 |
| ----------------------- | ---- | ---- | ---- | ---- | ---- |
| Masters de golf         | DNP  | DNP  | DNP  | DNP  | DNP  |
| US Open de golf         | DNP  | T27  | DNP  | CUT  | CUT  |
| Open britannique hommes | DNP  | CUT  | DNP  | CUT  | CUT  |
| Championnat de la PGA   | T30  | CUT  | DNP  | CUT  | CUT  |

| Tournois (nouvel ordre à partir de 2019) | 2019 |
| ---------------------------------------- | ---- |
| Masters de golf                          | DNP  |
| Championnat de la PGA                    | DNP  |
| US Open de golf                          | DNP  |
| Open britannique hommes                  | CUT  |

DNP = Did not play (n'a pas joué)

CUT = n'a pas passé le cut

"T" tie (ex æquo)

Fond jaune pour top 10